# Ле-Кремлен-Бисетр
Ле-Кремлен-Бисетр (фр. Le Kremlin-Bicêtre) — коммуна во Франции, находится в регионе Иль-де-Франс, департамент Валь-де-Марн, в 4,5 км от центра Парижа, входя в Малую корону Большого Парижа. Имеет прямое сообщение с официальным Парижем автобусными маршрутами и линией 7 Парижского метрополитена.
На территории коммуны располагается госпиталь Бисетр, известный с XVII века. Часть названия коммуны «Кремлен» происходит от Московского Кремля, так как в госпитале в 1813 году лечилось много раненых в ходе похода Великой армии Наполеона в Россию, в том числе квартировавших в Кремле во время оккупации Москвы, и вблизи госпиталя появилась таверна «У кремлёвского сержанта» (фр. Au sergent du Kremlin), давшая название району.
Коммуна стала самостоятельной в 1896 году, когда была выделена из коммуны Жантийи (англ. Gentilly, Val-de-Marne).

## Образование
- Школа информатики и передовых методов
- Школа технологий и управления IONIS